# Chiesa di Sant'Andrea (Sonico)
La  chiesa di Sant'Andrea si trova nel territorio del comune di Sonico in Val Camonica, provincia di Brescia.
La chiesa si pone su un rialzo isolato dal paese di Sonico, lungo l'argine destro del fiume Oglio.
Della primitiva costruzione romanica rimangono i muri della navata, largamente restaurati, mentre in luogo dell'abside originale si presta un ampio presbiterio.
L'ingresso, a causa della morfologia della facciata, è collocato sul lato meridionale.
Le fonti che ne trattano sono molto scarne. Si suppone che presso la chiesa fosse disponibile uno xenodochio.
Fino ai primi del Cinquecento la chiesa rimase parrocchiale, di seguito verrà sostituita da San Lorenzo. Sempre in questo periodo era presente in loco un eremita che celebrava messa solo per la festività del santo.